# Maskinoversættelse
 Denne artikel bør gennemlæses af en person med fagkendskab for at sikre den faglige korrekthed.

Maskinoversættelse er en automatisk oversættelse styret af  komplicerede lingvistiske grammatikker og regler. På basis af syntaks og semantik sigter systemet mod en oversættelse, der både er korrekt i forhold til betydninge og sætningens opbygning og syntaks. Der er ikke altid et en-til-en forhold mellem ord på forskellige sprog. Det kan gøre en redigering nødvendig. Mange sprog har ord med meget forskellig betydning. Så længe maskinen ikke forstår teksten, kan den blot "gætte". Det søger man at undgå med udførlige ordlister for faste vendinger (eksempler ses i afsnittet #Typiske fejl).

## Maskinoversættelse
Der findes maskinoversættelse af svingende kvaliteter. De heldigste målt i kvalitet og effektivitet findes inden for afgrænsede områder og med et begrænset antal ord som patenttekster.
Lingtech er et dansk firma, som beskæftiger sig med maskinoversættelse og har udviklet et program til oversættelse af patenttekster. Det var i brug fra 1993 til 2007. Lingtech har erstattet det med et rent statistisk baseret maskinoversættelsessystem. Det hedder Sunbeam er udviklet af languagelens, to forskere fra Copenhagen Business School.
Det dansk-norske GramTrans-projekt er en genre-uafhængig maskinoversættelse, der primært bygger på grammatisk analyse og dependensbaseret transfer.

## "Dåsedansk"
Dåsedansk er en mislykket maskinoversættelse fra engelsk til dansk. Udtrykket skyldes, at det engelske ord can både kan betyde dåse og kan. Nogle oversættelsessystemer erstattede konsekvent can med dåse, så maskinoversættelser giver nogle spøjse tekster, der i høj grad trænger til en kærlig hånd. Et mere nutidigt eksempel er, at Google Translate altid oversætter Application med Ansøgning.[kilde mangler] Det kræver både kendskab til det oprindelige sprog og kildeteksten for at skabe en brugbar tekst.

### Eksempler på fejl
Der er for få eller ingen kildehenvisninger i dette afsnit, hvilket er et problem. Du kan hjælpe ved at angive troværdige kilder til de påstande, som fremføres.

I tabellen ses eksempler på dansk fejloversatte engelske udtryk. Den giver indtryk af, hvad der forhindrer en 100 % korrekt oversættelse.
| engelsk               | forkert oversættelse | korrekt vending         | Bemærkninger                                                             |
| --------------------- | -------------------- | ----------------------- | ------------------------------------------------------------------------ |
| naked eye             | det nøgne øje        | det blotte øje          | —                                                                        |
| killer whale          | dræberhval           | spækhugger              | —                                                                        |
| limestone / lime rock | limsten              | kalksten                |                                                                          |
| smart people          | smarte folk          | nogle gange kloge folk  | —                                                                        |
| chain saw             | kædesav              | motorsav                | Silvan har efterhånden indført det for gør-det-selv-folket               |
| Ottoman Empire        | Ottomanske rige      | Osmannerriget           | —                                                                        |
| police officer        | politiofficer        | politibetjent           | politiofficer bruges kun om højtstående politifolk, ikke om gadebetjente |
| intelligence agency   | intelligenstjeneste  | efterretningstjeneste   | —                                                                        |
| (last) will           | min vilje            | testamente              | På danske benyttes dog også begrebet "min (eller den) sidste vilje"      |
| windshield            | vindskærm            | forrude                 | mht. biler og andre køretøjer                                            |
| entrepreneur          | entreprenør          | nogle gange iværksætter | —                                                                        |